# Königliche Wagenremise

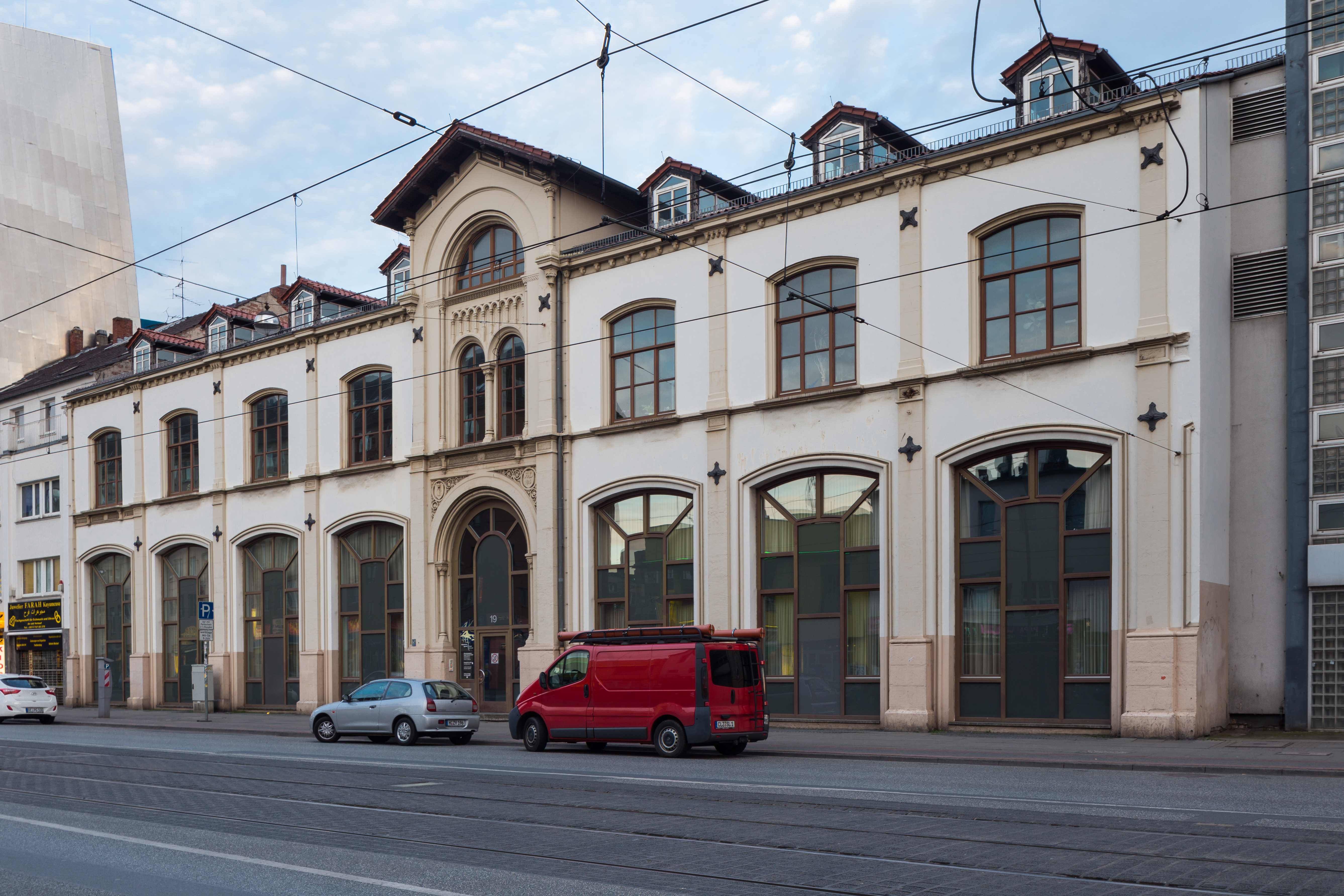
Die ursprünglich 15-achsige Königliche Wagenremise an der Goethestraße

Die Königliche Wagenremise in Hannover, auch Wagenhalle genannt, war eine zur Zeit des Königreichs Hannover errichtete Kutschen-Remise. Eine Besonderheit war der für die von Pferden gezogenen Fuhrwerke eingebaute mechanische Fahrstuhl ins Obergeschoss. Dort wurden 60 der insgesamt 150 Einstellplätze in der Remise vorgehalten. Das ursprünglich wesentlich größere Gebäude unter der aktuellen Adresse Goethestraße 17 und 19 steht heute unter Denkmalschutz und gilt „als herausragendes Denkmal der Verkehrsgeschichte Hannovers.“

## Geschichte und Beschreibung
Das Gebäude wurde in den Jahren von 1856, 1857 oder 1858 bis 1861 nach Plänen des königlichen Hofbaumeisters Christian Heinrich Tramm als Putzbau errichtet, „mit sparsamer Rundbogenarchitektur“ mit 15 Torachsen als Kutscheneinfahrten entlang der Goethestraße. Die Hauptfassade erstreckte sich von der Einmündung der Reuterstraße bis zur Straße Am Hohen Ufer und umfasste mit seinen Seitenflügeln und einem rückseitig bestehenden Reithaus einen glasüberdeckten Hof.
1878 wurde die Wagenhalle zu Läden und Büros umgebaut, die Fassade erhielt Segmentbogenfenster.
Nach den Luftangriffen auf Hannover haben sich von der ehemaligen Wagenhalle lediglich 7 Achsen erhalten sowie der ursprüngliche Mittelteil der Remise, „der durch Rundbogenstellungen und Dachgiebel betont wird.“
Nach einem Ausbau des Dachgeschosses nahm der Bau 1988 einen Vortragssaal der Üstra auf.